# Tesina
Il Tèsina (in veneto Tézéna) è un fiume del Veneto, il cui corso è completamente compreso nella provincia di Vicenza.
Nasce da risorgive in località Cibalde, nei pressi di Sandrigo. Lambisce l'abitato a est e subito dopo accoglie da sinistra le acque del Laverda; poco oltre, a Poianella di Bressanvido, gli confluisce il torrente Astico.
Procede sostanzialmente in direzione sud sfiorando gli abitati di Crosara, Bolzano Vicentino, Lisiera, Quinto Vicentino, Marola e Torri di Quartesolo. Confluisce infine nel Bacchiglione nei pressi Vicenza (località San Pietro Intrigogna).
Il notevole ponte di pietra che attraversa il fiume Tesina in corrispondenza dell'abitato di Torri di Quartesolo è molto probabilmente frutto di un'idea palladiana risalente al 1569, ma messa in esecuzione undici anni più tardi, nel 1580.

## Affluenti
- Da sinistra: rio Ghebisolo, torrente Laverda, fosso Palmirona, fosso Longhella, rio Regazzo
- Da destra: rio Astichello, torrente Astico, roggia Tesinella, roggia Tribolo, roggia Caveggiara, rio Tergola